# ینس والایس
ینس والایس (انگلیسی: Jens Wallays؛ زادهٔ ۱۵ سپتامبر ۱۹۹۲) دوچرخه‌سوار اهل بلژیک است.
از باشگاه‌هایی که در آن بازی کرده‌است می‌توان به اسپورت فلاندر-بالوزه اشاره کرد.